# Carrie (film 2013)
Carrie – amerykański horror z 2013 roku w reżyserii Kimberly Peirce. Wyprodukowany przez Metro-Goldwyn-Mayer i Screen Gems. Jest to trzecia ekranizacja filmu na podstawie powieści Stephena Kinga pod tym samym tytułem, która została wydana w 1974 roku.
Światowa premiera filmu miała miejsce 18 października 2013 roku. W Polsce premiera filmu odbyła się tego samego dnia.

## Opis fabuły
Zagubiona Carrie White (Chloë Grace Moretz) ma nadopiekuńczą matkę dewotkę, która izoluje ją od świata. W szkole koledzy bezlitośnie szydzą z nieśmiałej dziewczyny, ale nauczycielka staje w jej obronie i wymierza karę okrutnym nastolatkom. Jedna z uczennic, Sue (Gabriella Wilde), ma poczucie winy, że uczestniczyła w poniżaniu koleżanki. Prosi więc swojego chłopaka, Tommy'ego, by zaprosił Carrie na bal maturalny. Ale prześladowcy dziewczyny przygotowują dla niej kolejny okrutny żart.

## Obsada
- Chloë Grace Moretz jako Carrie White[2]
- Julianne Moore jako Margaret White[2][3]
- Judy Greer jako Rita Desjardin[4]
- Gabriella Wilde jako Sue Snell
- Ansel Elgort jako Tommy Ross
- Portia Doubleday jako Chris Hargensen
- Alex Russell jako Billy Nolan
- Barry Shabaka Henley jako dyrektor Morton
- Cynthia Preston jako Eleanor Snell
- Zoe Belkin jako Tina Blake
- Max Topplin jako Jackie Talbot
- Kyle Mac jako Kenny Garson
- Samantha Weinstein jako Heather
- Katie Strain jako Lizzy
- Karissa Strain jako Nicki
- Michelle Nolden jako Estelle Horan
- Jefferson Brown jako pan Ulmann